# Stephen Jay Gould
Stephen Jay Gould (ur. 10 września 1941 w Nowym Jorku, zm. 20 maja 2002) – amerykański paleontolog, popularyzator ewolucjonizmu.

## Życie i działalność
Studiował geologię w Antioch College, następnie obronił pracę doktorską z paleontologii na Columbia University. Był profesorem zoologii i geologii na Harvardzie. Prowadził kursy zoologii, geologii, paleontologii i historii nauki.
Prawie 25 lat nieprzerwanie publikował felietony naukowe pod wspólnym tytułem „Ten pogląd na życie” w miesięczniku „Natural History” wydawanym przez Muzeum Historii Naturalnej w Waszyngtonie. Prosto i przystępnie nawet dla laików, wykładał teorię ewolucji i omawiał wszystkie jej konsekwencje, opisywał przyrodę widzianą oczyma biologa-ewolucjonisty. Opublikował kilkanaście książek i zbiorów esejów oraz mnóstwo artykułów prasowych. Wydał też kilka monografii naukowych poświęconych biologii ewolucyjnej i antropogenezie. Wraz z Nilesem Eldredgem sformułował nowe stanowisko w ramach ewolucjonizmu, nazywane punktualizmem.

## Tłumaczenia prac na j. polski
- Niewczesny pogrzeb Darwina. Wybór esejów, I wyd. Warszawa 1991, PIW; II wyd. Warszawa 1999 Proszyński i S-ka, s. 352, ISBN 83-7180-324-9 (Ever Since Darwin: Reflections in Natural History 1977)
- Skały wieków. Nauka i religia w pełni życia, Warszawa 2002, Wyd. Zysk i S-ka, s. 164, ISBN 83-7298-089-6 (Rocks of Ages. Science and Religion in the Fullness of Life, 1999)
- Pytania o millennium. Ściśle umowne zasady odliczania. Przewodnik racjonalisty, Warszawa 1998, Wyd. Prószyński i S-ka, s. 144, ISBN 83-7180-963-8 (Questioning the Millennium. A rationalist’s Guide to a Precisely Arbitrary Countdown)
- Dzieje życia na Ziemi (The Book of Life), Warszawa 1998, Świat Książki, s. 256, ISBN 83-7129-726-2.